# Parafia Podwyższenia Krzyża Świętego w Wyganowie
Parafia Podwyższenia Krzyża Świętego w Wyganowie – parafia rzymskokatolicka, znajdująca się w diecezji kaliskiej, w dekanacie Krotoszyn.